# مایکل فیموگناری
مایکل فیموگناری (به انگلیسی: Michael Fimognari) فیلمبردار و کارگردان آمریکایی است. وی در پیتسبورگ، پنسیلوانیا متولد شد و دانشکده هنرهای سینمایی USC را در سال ۲۰۰۲ با مدرک فیلمبرداری فارغ‌التحصیل شد.

## فیلم‌شناسی

### به عنوان کارگردان
- تقدیم به همه پسران: پی‌نوشت. من هنوز دوستت دارم (۲۰۲۰)
- تقدیم به همه پسران: همیشه و تا ابد، لارا جین (در دست تولید)

### به عنوان فیلمبردار
* ''(Knots'' (۲۰۰۴
* ''Fighting Tommy Riley'' (۲۰۰۴)
* ''Unrest '' (۲۰۰۶)
* ''ایرلندی نگون‌بخت'' (۲۰۰۷)
* ''Everybody Wants to Be Italian'' (۲۰۰۷)
* ''Yonkers Joe'' (۲۰۰۸)
* ''Shuttle'' (۲۰۰۸)
* ''Dare'' (۲۰۰۹)
* ''Beautiful Boy'' (۲۰۱۰)
* ''Brotherhood' (۲۰۱۰)
* ''Au Revoir Taipei'' (۲۰۱۰)
* ''96 Minutes'' (۲۰۱۱)
* ''Tomorrow You're Gone'' (۲۰۱۲)
* ''The Walking Dead: Cold Storage'' (۲۰۱۲)
* ''آکیولوس'' (2013)
* ''Crawlspace'' (۲۰۱۳)
* ''The Walking Dead: The Oath'' (۲۰۱۳)
* ''Jessabelle'' (۲۰۱۴)
* ''10 Cent Pistol'' (۲۰۱۴)
* ''اثر ایلعازری '' (۲۰۱۵)
* ''شیطانی'' (۲۰۱۵)
* ''Visions'' (۲۰۱۶)
* ''پیش از آنکه بیدار شوم'' (۲۰۱۶)
* ''سوءرفتار'' (۲۰۱۶)
* ''ویجا: خاستگاه شیطان'' (۲۰۱۶)
* ''The Cleanse'' (۲۰۱۶)
* ''Abattoir'' (۲۰۱۶)
* ''پیش از آنکه بمیرم'' (۲۰۱۷)
* ''بازی جرالد'' (۲۰۱۷)
* ''Fast Color'' (۲۰۱۸)
* ''تقدیم به همه پسرانی که عاشقشان بودم'' (۲۰۱۸)
* ''تسخیرشدگی خانه هیل'' (۲۰۱۸)
* ''دکتر اسلیپ'' (۲۰۱۹)
* ''تقدیم به همه پسران: پی‌نوشت. من هنوز دوستت دارم'' (۲۰۲۰)